# کاستیلی

محصولی از تولیدات شرکت پوشاک کاستیلی

کاستیلی (انگلیسی: Castelli) شرکت پوشاک ایتالیایی است، که در سال ۱۸۷۶ تأسیس شد.